# Lutzomyia shannoni
Lutzomyia shannoni är en tvåvingeart som först beskrevs av Dyar H. G. 1929.  Lutzomyia shannoni ingår i släktet Lutzomyia och familjen fjärilsmyggor. Inga underarter finns listade i Catalogue of Life.